# Командант Марк
Командант Марк (итал. Comandante Mark) је стрип који је креирао трио торинских аутора који су се потписивали као EsseGesse: Сарторис, Гуцон и Синкето.

## Радња стрипа
Командант Марк је вођа герилске јединице Вукови са Онтарија. Радња се одиграва на подручју Северне Америке, у Форт Онтарију, крај Великих језера. Током Седмогодишњег рата између Француске и Енглеске, 1756. године енглески ратни брод потапа недалеко од обале Америке француски једрењак који је превозио елиту француског племства. Једино двоје преживелих су били дечачић и један средовечни господин који га је спасао. Тај човек ће му дати име Марк, по слову М извезеном на његовој кошуљи. Он се посвећује борби против Енглеза, придружује се групи која га убрзо бира за вођу и која себе назива Вукови са Онтарија. Његову пратњу чине комични двојац Блаф и Жалосна Сова, као и пас Флок. Блаф је ћелави брадоња, алтруиста, женскарош који познаје сваку конобарицу на подручју Великих језера. Жалосна Сова је велики поглавица свих племена Хјурона, који се придружио борби против Енглеза након што су они направили покољ у његовом племену. Непоправљиви је песимиста, стално кука и предвиђа најкатастрофалније догађаје. Пун је мудрости које је некада давно изрекао његов славни чукундеда врач, којег често цитира. За разлику од Блафа, не воли жене, јер по њему жене доносе само несрећу, тј. како би његов чукундеда врач рекао: ,,Побећи пред непријатељем је кукавичлук, а пред женом је мудрост". Од значајнијих ликова треба поменути и Маркову велику љубав Бети, као и Ел Ганча, који се појављује у неким епизодама. Он је бивши пират којем су Енглези под командом гувернера сер Родерика опљачкали брод и побили његову посаду. Од тада се Ел Ганчо заклео на освету против њих. Маркови највећи непријатељи су британски војници, тј. Црвени мундири, немилосрдни британски пуковник Спероу и лојалисти који су, насупрот Марковим родољубима, одани Британској империји.